# Airwolf
Airwolf ist eine US-amerikanische Fernsehserie über einen geheimen, überschallschnellen Kampfhubschrauber – ein optisch umgebauter Bell-222-Helikopter – und dessen Piloten, erschien 1984 bis 1986 und spielt während der Zeit des Kalten Krieges.
Die ursprüngliche für CBS von Universal Television und Belisarius Productions produzierte Serie umfasste drei Staffeln mit insgesamt 55 Folgen, wobei es sich bei dem Pilotfilm um eine zweistündige Doppelfolge handelte.
Die Serie wurde vom Erfolgsproduzenten Donald P. Bellisario erschaffen, der auch andere bekannte Formate wie Kampfstern Galactica (1978 zusammen mit Glen A. Larson), Magnum (ebenfalls zusammen mit Glen A. Larson), Zurück in die Vergangenheit (engl. Quantum Leap), JAG – Im Auftrag der Ehre und Navy CIS produzierte.
Bereits in der zweiten Staffel entstanden jedoch Differenzen zwischen CBS und Bellisario, da der Fernsehsender zum einen eine weibliche Figur einführen und zum anderen die Serie trotz mehr Action familienfreundlicher gestalten wollte. Ab der dritten Staffel stand schließlich Bellisario nicht mehr zur Verfügung und CBS stieg aufgrund erheblich gestiegener Produktionskosten aus.
Eine vierte Staffel, auch als Airwolf II bekannt, wurde ab 1987 vom USA Network in Kanada produziert und umfasste 24 Folgen. Aufgrund von Kosteneinsparungen wurden die Schauspieler und die grundsätzliche Thematik verändert.

## Handlung
Dr. Charles Henry Moffet entwickelte im Auftrag der CIA den Kampf- und Aufklärungshubschrauber Airwolf, stiehlt diesen jedoch bei einer Vorführung, wobei er das Entwicklungsteam um den Agenten Michael „Archangel“ Coldsmith-Briggs III. ermordet. Einzig Archangel und seine Assistentin überleben schwerverletzt, und Archangel beauftragt den ehemaligen CIA-Mitarbeiter und Airwolf-Testpiloten Stringfellow „Huckleberry“ Hawke, den mittlerweile in Libyen befindlichen Hubschrauber in die Vereinigten Staaten zurückzubringen. Hawke wird dabei von seinem Ziehvater und Freund Dominic Santini, dem Inhaber der Fluggesellschaft Santini Air, tatkräftig unterstützt. Nachdem die von Archangel in Libyen eingeschleuste Agentin und Geliebte Hawkes von Moffet qualvoll ermordet wurde, verfolgt und tötet Hawke ihn schließlich in einem Feuergefecht.
Hawke und Santini fliegen Airwolf in die Vereinigten Staaten, geben den Wunderhubschrauber jedoch nicht an die CIA, die in der Serie immer nur als „die Firma“ bezeichnet wird, zurück, sondern verstecken ihn in einer entlegenen Höhle im Valley of the Gods. Hawke will den Hubschrauber erst ausliefern, wenn die Firma seinen im Vietnamkrieg vermissten Bruder Saint John findet und befreit, fliegt ihn jedoch in der Zwischenzeit auch bei geheimen Einsätzen im Auftrag Archangels. Einzelne Agenten der Firma versuchen zwar immer wieder, in den Besitz von Airwolf, der „Lady“, zu kommen, doch durch Archangels Hilfe kann Hawke jeden Versuch vereiteln. Zudem nutzt Hawke den Hubschrauber oftmals zur Lösung privater Probleme.
In der zweiten Staffel stößt Caitlin O’Shannessy zur Crew, der Hawke zuvor mit Airwolf das Leben gerettet hat. Caitlin war Hubschrauberpilotin bei der Polizei, findet schließlich bei Santini Air eine neue Heimat und steuert zeitweise auch Airwolf.

## Figuren

### Stringfellow „Huckleberry“ Hawke
Seine Figur wird in der deutschen Synchronisation Huckleberry Hawke genannt. Er war ein Kampf- und Rettungspilot der U.S. Army während des Vietnamkriegs. Hawke ist der Pilot des Airwolf und war von ca. 1977 bis 1983 auch der Testpilot des Hubschraubers. Da Moffet im Pilotfilm stirbt, ist Hawke danach der einzige, der sich mit Airwolf wirklich auskennt. Einige Leute sagen, er sei der beste Pilot der Welt – und er kann alles fliegen, was Flügel hat. Er lebt in einer einsamen, nur per Hubschrauber erreichbaren Waldhütte, spielt leidenschaftlich Cello und ist Kunstliebhaber. Hawke gilt als eigenbrötlerisch und wirkt auf Außenstehende mitunter stoisch, besitzt jedoch durchaus auch einen recht eigenwilligen Sinn für Humor. Aufgrund vergangener Enttäuschungen und Verluste fällt es ihm schwer, Beziehungen zu anderen Menschen aufzubauen. Der einzige Mensch, dem Hawke voll und ganz vertraut, ist Dominic Santini. Laut Santini verfügt er über außergewöhnlich gute Kochkünste.

### Dominic Santini
Er ist der väterliche Freund Hawkes, er war der beste Freund von Hawkes Vater und nahm sich seiner nach dem Tode des Vaters an. Santini betreibt die kleine Fluggesellschaft Santini Air und ist Copilot und Waffentechniker des Airwolf. Wie Hawkes Vater diente er in der U.S. Air Force, unter anderem im Zweiten Weltkrieg und im Koreakrieg. Santini ist, anders als Hawke, ein sehr offener und warmherziger Charakter, der jedoch auch gern mal in Fettnäpfchen tritt.

### Michael „Archangel“ Coldsmith-Briggs III.
Als Agent der CIA arbeitet er dort für „die Firma“ – eine Division der CIA. Archangel (zu deutsch „Erzengel“) schickt Hawke und Santini auf geheime Missionen mit Airwolf. Im Gegenzug hilft dieser Hawke bei der Suche nach seinem in Vietnam verschollenen Bruder Saint John. Archangel war Airwolf-Projektdirektor. Die meiste Zeit wirkt er kühl und sachlich, zeigt mitunter aber auch seinen weichen Kern.

### Marella
Sie ist Archangels rechte Hand bei der CIA. Sie kann eine ganze Reihe unterschiedlicher Flugzeuge fliegen und ist fast immer an der Seite von Archangel. Darüber hinaus hat sie fünf Doktortitel in Flugzeugbau, Elektrotechnik, Mikrobiologie, französischer Literaturwissenschaft und Psychologie.

### Caitlin O’Shannessy
Die ehemalige Polizei-Hubschrauberpilotin wurde von Hawke während einer Mission (in der Episode: Menschenjagd auf Texanisch) gerettet. Da sie bei der Polizei gefeuert wird, bewirbt sie sich infolgedessen bei Santini Air und wird dort zu Beginn als Pilotin eingestellt. Später wird sie auch ausgebildet, um Airwolf selbst zu fliegen.

### Charles Henry Moffet
Er war der geniale, aber auch geistesgestörte Erfinder des Superhelikopters Airwolf. Sein Charakter weist sadistische und menschenverachtende Züge auf. Da er Airwolf im Pilotfilm entwendet und nach Libyen bringt, wendet sich „die Firma“ an Airwolf-Testpilot Stringfellow Hawke, da dieser neben Moffet der einzige ist, der den Helikopter fliegen kann. Moffet wird von Hawke getötet, hat aber in der zweiten Staffel noch einen Gastauftritt, da Moffet in Airwolf eine Art Diebstahlsicherung einbaute, welche sich mittels von Moffet aufgezeichneter Videobotschaften zu Wort meldet, und die Kontrolle über die Systeme von Airwolf übernimmt.

### Synchronisation
| Rollenname                                | Schauspieler        | Synchronsprecher   | Hauptrolle (Staffel) | Nebenrolle (Staffel) |
| ----------------------------------------- | ------------------- | ------------------ | -------------------- | -------------------- |
| Stringfellow „Huckleberry“ Hawke          | Jan-Michael Vincent | Wolfgang Condrus   | 1–3                  |                      |
| Dominic Santini                           | Ernest Borgnine     | Wolfgang Völz      | 1–3                  |                      |
| Michael „Archangel“ Coldsmith-Briggs III. | Alex Cord           | Joachim Kerzel     | 1–3                  |                      |
| Marella                                   | Deborah Pratt       | Monica Bielenstein | 1–2                  |                      |
| Caitlin O’Shannessy                       | Jean Bruce Scott    | Katja Nottke       | 2–3                  |                      |
| Charles Henry Moffet                      | David Hemmings      | Klaus Sonnenschein | Pilotfilm            | Folge 2.3            |

## Airwolf II
Nachdem CBS am Ende der dritten Staffel ausstieg, entstand durch USA Network ab 1987 eine vierte Staffel mit 24 Folgen, die auch als Airwolf II bezeichnet wird, da aufgrund von Kosteneinsparungen sowohl die Schauspieler als auch die grundsätzliche Thematik verändert wurden.

### Handlung
Santini kommt bei einem Bombenattentat ums Leben, Hawke verschwindet aus dem Krankenhaus, und Archangel wird irgendwohin in den fernen Osten versetzt. An ihre Stelle rücken Hawkes Bruder Saint John, Air-Force-Major Mike Rivers sowie die Nichte von Santini, Josephine. Neuer Verbindungsagent zur CIA wird Jason Locke.
Am Ende der ersten Episode der vierten Staffel trifft Saint John im Krankenhaus auf seinen verletzten Bruder. Nachdem sich die beiden nach über 17 Jahren wieder getroffen haben, verschwinden sie aus dem Krankenhaus. Kurz vor dem Ende der Episode kehrt Saint John ohne Hawke mit Airwolf in die Höhle zurück, wo er Locke, Mike und Jo sagt, dass er noch etwas erledigen musste. In dieser Szene steigt Saint John durch die Tür des Copiloten aus, woraus man schließen kann, dass sein Bruder zuvor auf dem Commander-Sitz saß. Später erwähnt Saint John, dass er irgendwo einen Bruder habe, der ab und zu nach ihm Ausschau hält.

### Figuren

#### Saint John Hawke
Er war von 1969 bis 1987 „Missing in Action“ in Vietnam bei der U.S. Army. Er wurde von Hawke während eines Einsatzes getrennt und von Guerilleros gefangen genommen. Hawke kam ebenfalls in Gefangenschaft, konnte aber befreit werden. Saint John wurde jedoch nicht gefunden. Erst 1980 fand eine Einheit „der Firma“ Saint John, allerdings wurde die Einheit nur kurze Zeit später von Major Bouchard eliminiert, und Saint John und andere Kriegsgefangene kamen erneut in Gefangenschaft. Major Bouchard hatte die Absicht, Saint John von Hawke gegen Airwolf einzutauschen. Dies ging allerdings jahrelang schief.

#### Major Mike Rivers
Als einer der besten Piloten der US Air Force wurde er 1987 von der Firma rekrutiert, um Airwolf aus seinem Versteck zu holen, da Hawke zwischenzeitlich bei einer Bombenexplosion fast getötet und Santini ums Leben gekommen war. Er, Locke und „Jo“ Santini befreiten Saint John aus den Händen von Bouchard. Jedoch gaben er und Locke das Versteck von Airwolf nicht preis, da das Projekt nach dem Diebstahl durch Moffet beendet worden war und der Hubschrauber in der Wüste sicherer als bei der „Firma“ sei. Rivers ist in der Lage, Airwolf ohne Einführung zu fliegen.

#### Josephine „Jo“ Santini
Sie ist die Nichte von Dominic Santini. Sie übernimmt nach dem Bombenanschlag den Platz von Dominic in Airwolf und leitet Santini Air weiter.

#### Jason Locke
Er ist ein Ermittlungsagent bei der CIA und übernimmt die Position von Archangel, als dieser auf einer Mission in Asien verschwindet. Im Gegensatz zu Archangel fliegt auch Locke Airwolf.

#### Synchronisation
| Rollenname             | Schauspieler        | Synchronsprecher                                       | Hauptrolle (Staffel) |
| ---------------------- | ------------------- | ------------------------------------------------------ | -------------------- |
| Saint John Hawke       | Barry Van Dyke      | Andreas Hosang Gerhard Marcel (CIC-Video)              | 4                    |
| Josephine „Jo“ Santini | Michele Scarabelli  | Juana-Maria von Jascheroff Traudel Sperber (CIC-Video) | 4                    |
| Major Mike Rivers      | Geraint Wyn Davies  | Udo Schenk Wolfgang Jürgen (CIC-Video)                 | 4                    |
| Jason Locke            | Anthony Sherwood    | Ronald Nitschke                                        | 4                    |
| Newman                 | William Bruce Davis | Peter Neusser Holger Mahlich (CIC-Video)               | 4                    |

## Hintergrund

### Produktion
In der Serie wurde nur das – für Action-Serien großzügig bemessene – Minimum von Spezialeffekten verwendet und die menschliche und politische Handlung betont. Dadurch wirkte der Hubschrauber nie als inhaltlicher Selbstzweck. Airwolf bedient sich als „Kind seiner Zeit“ bei den üblichen Klischees aus dem Kalten Krieg, über Terroristen und Gut gegen Böse. Auch Hawkes Vietnam-Trauma ist typisch für US-amerikanische Fernsehproduktionen dieser Zeit, wie auch in der Serie Magnum zu beobachten.
Ursprünglich war Airwolf im Jahr 1984 als ein Fernsehfilm geplant, aus dem dann aber eine Fernsehserie entstand, die von 1984 bis 1987 in insgesamt vier Staffeln ausgestrahlt wurde. Die Titelmelodie und große Teile der musikalischen Untermalung der Serie wurden von Sylvester Levay komponiert. Die Musik wird von stimmungsvollen Synthesizer-Stücken dominiert, wie sie für die 1980er Jahre typisch waren.
Im Gegensatz zu den ersten drei Staffeln wurde die vierte Staffel, ebenfalls aus Kostengründen, in den Fernsehstudios um Vancouver in British Columbia (Kanada) gedreht. Erkennbar ist dies vor allem am schlechten Wetter: Während die ersten drei Staffeln in der Regel in staubigen Wüsten spielen, fliegt Airwolf nun über regnerischen, nordamerikanischen Urwäldern. Aus Kostengründen wurden allerdings viele Flugaufnahmen aus den ersten drei Staffeln sowie Computeranimationen verwendet. Der Airwolf-Hubschrauber war durch die vielen Stunts der ersten drei Staffeln außerdem materiell und maschinell schon ziemlich angeschlagen. Durch das gekürzte Budget konnte man zudem auch keinen zweiten Bell 222 umbauen und diesen für die Filmaufnahmen verwenden. Die Serie wurde nie abgeschlossen und nach der 79. Episode beendet, obwohl noch eine fünfte Staffel geplant war. Die Frage, was nun aus Airwolf werde, wurde nie beantwortet, nachdem die letzte Folge eine ganz normale Episode war. Universal genehmigte nur ein Budget von 10 Millionen US-Dollar für die vierte Staffel, was ungefähr 400.000 US-Dollar pro Folge ausmacht.
20 Jahre nach Abschluss der Serie arbeitete ein Team unter Leitung von Steven W. Stull in den Vereinigten Staaten daran, einen neuen Airwolf auf Basis eines Bell 222A mit der Seriennummer 47042 und der Registrierungsnummer N414WW zu bauen. Die Arbeiten begannen am 6. April 2006. Der fertige, unmotorisierte New Airwolf wurde in einem Hubschraubermuseum ausgestellt und am 17. Mai 2008 für 60.000 US-Dollar im Internet versteigert. Ob das neue Modell genauso wie das Original in einem Film bzw. einer Fernsehserie als Remake des Originals aus den 1980ern mitspielen bzw. eine Hauptrolle spielen wird, ist bislang aber noch unklar.

### Original-Hubschrauber

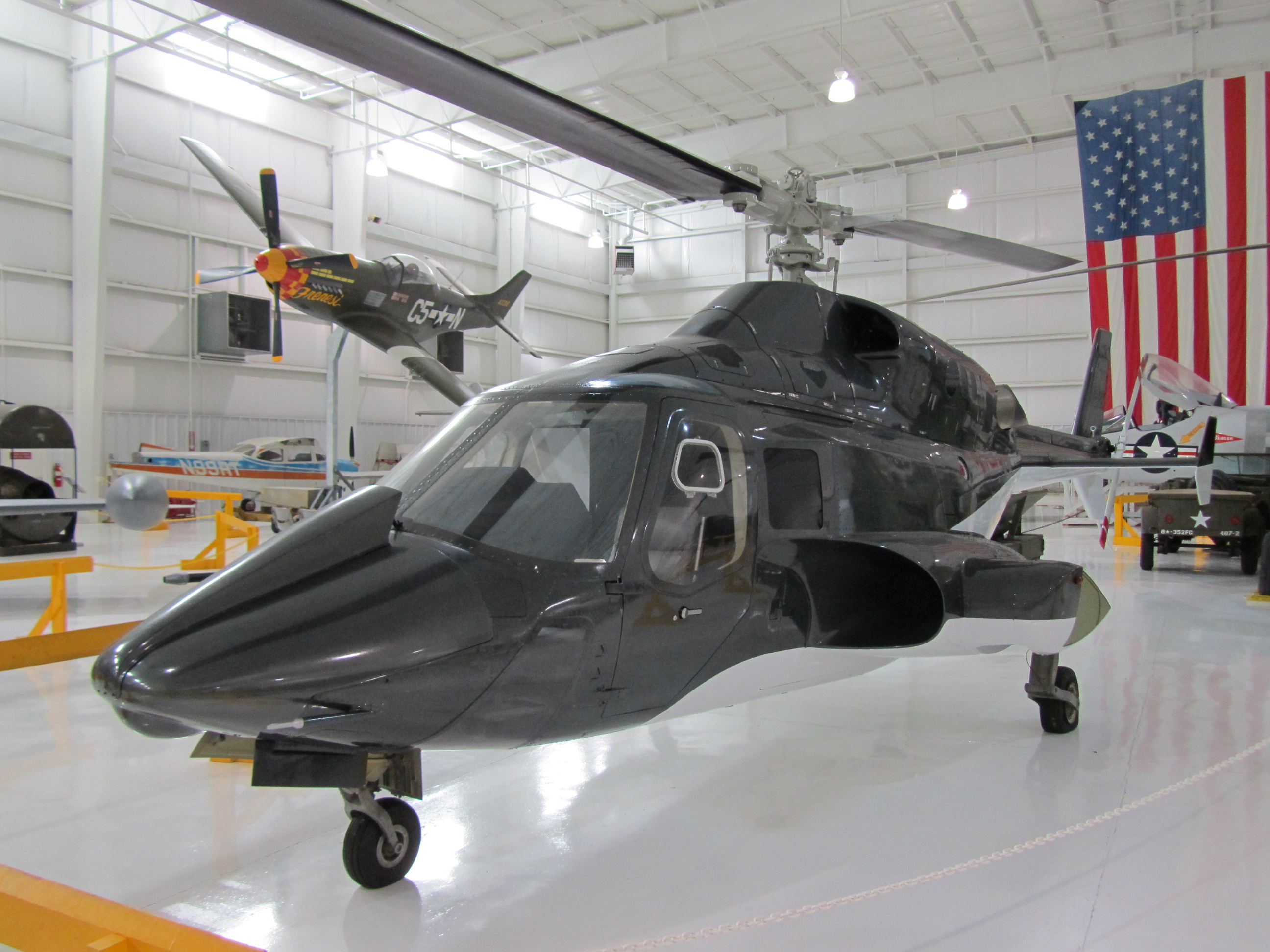
Modell des Airwolf im Tennessee Museum of Aviation

Beim Airwolf handelt es sich um eine optisch modifizierte Version des Bell 222 (Seriennummer 47085, N3176S). Er erhielt Düsentriebwerks- und Waffenattrappen an den Stummelflügeln, eine Raketenwerfer-Attrappe unter dem Rumpf sowie einige zusätzliche Bleche, die ihn martialischer aussehen ließen. Diese Anbauten waren in keiner Weise funktionsfähig; das Ausfahren der Waffenschächte wurde stets anhand separater Requisiten gedreht. An den Maschinengewehr-Attrappen sind z. B. die Zündkerzen sichtbar, die ein aus der Mündung strömendes Gasgemisch entzünden, um für den Zuschauer Mündungsfeuer zu simulieren. Das Design des Airwolf wurde von Andrew Probert entwickelt, wobei er seine Vorstellungen zunächst an einem von Bell gekauften Prototypen des Bell 222 (Seriennummer 47001) ausprobierte und an die FAA-Richtlinien anpasste.
Nach dem Ende der Serie wurde der Hubschrauber von den Universal Studios – ohne die Anbauteile – bei weiteren TV-Produktionen verwendet. Anschließend wurde er nach Deutschland verkauft. Bis 1992 flog er bei der HSD-Luftrettung unter dem Luftfahrzeugkennzeichen D-HHSD als Intensivtransporthubschrauber und stürzte schließlich bei einem Einsatzflug am 6. Juni 1992 ab: Nachdem ein kleines Mädchen von Berlin in die Uniklinik Köln geflogen worden war, geriet die Maschine beim Rückflug in ein Gewitter. Die Maschine stürzte schließlich über bewaldetem Gebiet der Gemeinde Bestwig im Sauerland bei Berlar im Naturschutzgebiet "auf der Burg" ab. Die Rettungsmannschaften konnten nach über einer Stunde nur noch die Leichen der drei Insassen bergen.

### Fiktive Flugleistungen und Waffen
- max. Geschwindigkeit mit Rotoren: 300 Knoten (555,6 km/h, real: 278 km/h (Bell 222))
- max. Geschwindigkeit mit seitlichen Zusatzturbinen: max. Mach 3
- Erreichen der Schallgeschwindigkeit zwischen Meereshöhe und 65.000 Fuß in 9,6 Sekunden nach Start der Zusatzturbinen[4]

In der Episode Airwolfs härteste Probe muss Hawke bei Mach 3 (Originalaussage von Hawke: „… eight times in a row and over 2000 miles (× 1,6 = 3200 km/h, ca. Mach 3) per hour …“) acht Marschflugkörper mit Atomsprengköpfen abschießen, um Washington vor einer nuklearen Katastrophe zu bewahren. Santini macht sich aufgrund der starken Vibrationen Sorgen, Airwolf könnte auseinanderbrechen. Eine höhere Geschwindigkeit wurde weder in der Serie genannt, noch wäre es richtig, wie manchmal behauptet, Airwolf eine Höchstgeschwindigkeit von Mach 4 zuzuschreiben, wenn er doch bei Mach 3 (englisches Original, deutsche Synchronisation „größer Mach 2“) sein Limit eigentlich schon weit überschritten hat. Auch in der Episode Eagles mit der X400, die selbst eine Höchstgeschwindigkeit von Mach 2 hatte, konnte Airwolf nur knapp mithalten. Als Hawke mehr Turboschub forderte, antwortete Santini mit einem empörten „Vergiss es, wir liegen bereits 30 Prozent drüber!“. Allerdings muss man auch beachten, dass Airwolf weniger durch Geschwindigkeit und Performance, als durch Beschleunigung andere Flugzeuge abhängen kann.
Aussage von Marella im Pilotfilm: „9.6 seconds after ignition, Airwolf can exceed Mach 1 from a sea level to 65.000 feet“ (9,6 Sekunden nach der Zündung kann Airwolf Mach 1 überschreiten, von Meereshöhe bis 20.000 Meter Höhe).
Aussage von Hawke in der Episode Half-Pint: „When I push a button, we’ll be doing Mach 1 in six seconds!“ (Wenn ich den Startknopf drücke, dann werden wir in sechs Sekunden bei Mach 1 sein!).
Airwolf verfügt über insgesamt 14 Waffensysteme:
- Laserkanone im Bug (nur in der vierten Staffel bei Airwolf verwendet und in Staffel 3 Eps. 2 beim Redwolf)
- Lenkwaffenstarter: ADF Pod, drei Rohre im Rumpf, versenkbar, beladen mit Hellfire, Redeye und Copperhead
- vier 7,62-mm-Maschinengewehre Browning M1919 (.30cal) in den Wingpods am Rumpf
- zwei 40-mm-Maschinenkanonen in den Wingpods am Rumpf
- vier AIM-4 Falcon Abschuss-Basen seitlich im Rumpfboden (nur in der vierten Staffel genutzt)
- Paveway-Bomben im Rumpf (in der Serie nie benutzt)
- Sunburst/Flares/Chaff an der Seite (Raketenabwehr-Köder)
- sechs weitere Waffensysteme

Standardzuladung (fiktiv)
- ADF Pod: 6 Hellfire, 12 Redeye, 6 Copperhead
- Raketen-Abschussbasen: 4 Falcon (in der Serie nie benutzt)
- Bomben: 5 Paveway (in der Serie nie benutzt)
- Chain Guns: unbekannt

### Trivia
Der fiktive ADF Pod nutzt drei vollkommen unterschiedliche Munitionsarten:
- AGM-114 Hellfire sind Luft-Boden-Raketen mit einer Länge von 1,63 Metern und einem Durchmesser von 17,8 Zentimetern.
- FIM-43 Redeye sind schultergestützte Boden-Luft-Raketen mit einer Länge von 1,20 Metern und einem Durchmesser von 7 Zentimetern.
- Copperhead sind Artilleriegeschosse ohne Raketenantrieb mit einer Länge von 1,37 Metern, einem Durchmesser von 15,5 Zentimetern und einer Masse von 62,4 Kilogramm.

Das erste Problem ist der unterschiedliche Durchmesser der Munition, dieses kann ggfs. durch einen Abstandshalter ausgeglichen werden, der mit der Munition verschossen wird, was aber in der Serie nie zu sehen war.
Das zweite Problem ist die Länge der Munition von bis zu 1,63 Metern, was mit der Angabe auf einem Blue Print des Vellums Studios übereinstimmen kann. Dies ist deutlich zu kurz, um ein Artilleriegeschoss ohne eigenen Antrieb zu verschießen.
Das dritte Problem ist die Impulserhaltung, beim Abschuss eines Artilleriegeschosses mit einer Masse von gut 60 Kilogramm bei einer Reichweite von bis zu 16 Kilometern müsste Airwolf im Schwebeflug mit bis zu 5 Meter pro Sekunde nach hinten beschleunigt werden (vgl. Fairchild-Republic A-10#Festinstallierte Bordkanone), was aber in der Serie nie zu sehen war.

## Auszeichnungen
Die ersten drei Staffeln von Airwolf erhielten einige Auszeichnungen, die vierte Staffel hingegen ging leer aus. Eine detaillierte Auflistung findet sich in der IMDb.

## Veröffentlichungen

### VHS
In Deutschland veröffentlichte CIC Video auf einer Kassette jeweils zwei Folgen als Zusammenschnitt. Dies sind:
- Airwolf – Eine unschlagbare Waffe (Pilotfilm)
- Airwolf – Mission Airwolf
- Airwolf – Der Kampf
- Airwolf – Ein neuer Freund
- Airwolf – Die Wunderwaffe
- Airwolf – Auf Leben und Tod
- Airwolf – Airwolf in Action
- Airwolf – Tod aus dem Osten (Airwolf-II-Doppelepisode Störfall in Stavograd)

### Hörspiel
Bei Europa sind folgende 20 Hörspielkassetten erschienen:
- Die Entführung
- Wo sind all die Kinder hin?
- Die Überläufer
- Der Doppelgänger
- Der Tod des Mungo
- Der verschollene Bruder
- Fluch über Airwolf
- Die Falle
- Countdown läuft
- Menschenjagd auf texanisch
- Der 2-Milliarden-Dollar-Deal
- Späte Rache bzw. Rache ist nie zu spät
- Wer zahlt schon doppeltes Lösegeld
- In der Gewalt der Mafia
- Dem Wolf eine Falle stellen
- Geheimmission Laos
- Airwolf wird enttarnt
- Unschuldig hinter Gittern
- Zahl oder stirb
- Tag der Abrechnung

Statt Wolfgang Condrus übernimmt hier Gernot Endemann die Rolle des Huckleberry Hawke. Dominic Santini und Michael Coldsmith-Briggs werden wie in der deutschen Fernseh-Synchronisation von Wolfgang Völz und Joachim Kerzel gesprochen.

### CD
Auf CD erschien bei ZYX Music der Soundtrack zur Serie. Auf ihr sind elf Synthesizer-Titel der Gruppe The Wonderweapon enthalten, welche die Originalmusik von Sylvester Levay imitieren.

### DVD und Blu-ray
Ab dem 28. Juni 2007 wurde die erste Staffel in deutscher Synchronfassung auf DVD durch Universal verkauft. Am 27. September 2007 erschien die zweite Staffel Part 1 (3 DVDs) und am 31. Januar 2008 folgte Part 2 dieser Staffel. Die dritte Staffel Part 1 (3 DVDs) erschien am 5. Juni 2008 und wurde am 11. September 2008 durch Part 2 komplettiert.
Am 14. April 2014 sind alle 55 Episoden der ersten bis zur dritten Staffel auf Blu-ray Disc in der Originalsprache veröffentlicht worden.
Am 14. Mai 2015 ist die gesamte Serie (79 Episoden + Pilotfilm) sowohl auf DVD als auch auf Blu-Ray-Disc in jeweils einer Box veröffentlicht worden, in Deutsch synchronisiert und in der Originalsprache.
Die vierte Staffel wurde am 24. Mai 2017 erstmals alleine und komplett, mit deutscher Synchronisation und Originalvertonung, veröffentlicht. Diese Box erschien nur auf DVD (6 Discs).